# Вест Јелоустон (Монтана)
Вест Јелоустон (енгл. West Yellowstone) град је у америчкој савезној држави Монтана.

## Демографија
По попису из 2010. године број становника је 1.271, што је 94 (8,0%) становника више него 2000. године.
| Група             | 2000.         | 2010.       |
| Белци             | 1.048 (89,0%) | 984 (77,4%) |
| Афроамериканци    | 4 (0,3%)      | 5 (0,4%)    |
| Азијати           | 9 (0,8%)      | 11 (0,9%)   |
| Хиспаноамериканци | 91 (7,7%)     | 228 (17,9%) |
| Укупно            | 1.177         | 1.271       |